# 丁烷雌酚
丁烷雌酚是一种有机化合物，化学式C16H18O2，属于人工合成的非甾体雌激素，从未上市，结构上与乙烯雌酚及其衍生物类似。